# Carrozzeria Luigi Dalla Via
La Carrozzeria Luigi Dalla Via è stata un'azienda italiana fondata nel 1905 a Schio in provincia di Vicenza, specializzata nella realizzazione del rivestimento esterno del telaio di autoveicoli ed in particolare degli autobus.
È entrata in liquidazione nel corso del 2007 per poi chiudere definitivamente i battenti.

## Storia
Dopo aver iniziato l'attività come produttrice di rimorchi agricoli ed essersi dedicata per breve tempo alla costruzione di carrozzerie automobilistiche, l'azienda vicentina si è specializzata in quello che ancor oggi è il suo settore principale, la carrozzatura di autobus.
Negli anni ha ricavato mezzi di trasporto pubblico da vari tipi di telai messi a disposizione dai vari costruttori, tra i quali meritano menzione ad esempio quello ricavato dall'OM Tigrotto di cui un esemplare è stato recentemente restaurato.
In tempi più recenti vari sono stati gli allestimenti su base Iveco 370 che ancor oggi fanno parte delle flotte aziendali di varie aziende di trasporto pubblico. Tra le più diffuse elaborazione da quel telaio il modello turistico denominato "Palladio" presentato nel 1987 e "Giotto", quest'ultimo con allestimento sia di linea che noleggio.
Le radici venete dell'azienda sono rimarcate anche dai nomi con cui sono stati battezzati i suoi modelli, quasi interamente dedicati a personaggi storici della regione.
Oltre che elaborazioni su telai di fabbricazione nazionale l'azienda ha utilizzato anche quelli di primarie aziende estere del settore quali la Mercedes-Benz e la DAF.

## Produzione recente
Tra i modelli di autobus si segnalano:
- Canaletto (minibus, in realtà si tratta del Navigo della ditta turca Otokar venduto in Italia tramite Dalla Via)
- Tintoretto (su meccanica DAF, Mercedes e Iveco)
- Tintoretto Disabili (su meccanica DAF)
- Tintoretto Topless (su meccanica Iveco)
- Giotto (su meccanica Mercedes e Iveco)
- Palladio (su meccanica Mercedes, DAF, Iveco)
- Tiziano 2G (su meccanica Mercedes Benz)
- Tiziano 3G (su meccanica Iveco 397 E 12.35/ 12.31/ 10.35 , Mercedes OC 500 IBC 18.36 H e DAF SB 4000 PF)
- Mantegna (su meccanica DAF, rimasto solo a livello di prototipo in quanto l'azienda ha chiuso prima dell'inizio della produzione in serie)

## Sede legale
Era situata a Schio (Vicenza) in via Veneto n. 10.